# Griffin Benger
Griffin Benger (* 27. April 1985 in Toronto, Ontario) ist ein ehemaliger kanadischer E-Sportler und heutiger professioneller Pokerspieler. Der ehemalige Onlinepoker-Weltranglistenerste gewann 2013 das High Roller der European Poker Tour und 2017 das Main Event der Irish Poker Open.

## Karriere

### Counter-Strike
Benger spielte in den frühen 2000er-Jahren professionell den Taktik-Shooter Counter-Strike und befand sich unter dem Nickname shaGuar im Team NoA. Später schloss er sich dem Team 3D an. 2007 gewann Benger die Championship Gaming Series in Counter-Strike: Source mit einer Siegprämie von 50.000 US-Dollar. Insgesamt erspielte er sich knapp 100.000 US-Dollar Preisgeld mit E-Sport.

### Poker
Benger kam über Freunde zum Poker und spielt seit Dezember 2006 online. Er ist auf den unterschiedlichsten Plattformen unter verschiedenen Nicknames vertreten, so nennt er sich u. a. Flush_Entity auf PokerStars sowie Full Tilt Poker, GriffsT1ts auf partypoker und Mad_Martigan auf 888poker. Dabei liegen seine gesamten Turniergewinne bei über 6,5 Millionen US-Dollar. Ende Oktober 2011 stand er erstmals auf Platz eins des PokerStake-Rankings, das die erfolgreichsten Online-Turnierspieler der Welt ermittelt und konnte diese Position 6 Wochen halten. Insgesamt stand er für 32 Wochen an der Spitze der Rangliste.
Seine erste Geldplatzierung bei einem Live-Turnier erzielte Benger Ende Mai 2011 im Venetian Resort Hotel am Las Vegas Strip. Im Juli 2011 war er erstmals bei der World Series of Poker (WSOP) im Rio All-Suite Hotel and Casino am Las Vegas Strip erfolgreich und kam bei einem Turnier in der Variante No Limit Hold’em ins Geld. Ende April 2012 belegte er beim Main Event der European Poker Tour (EPT) in Monte-Carlo den 43. Platz und erhielt 25.000 Euro. Bei der WSOP 2012 erreichte der Kanadier zum ersten Mal beim Main Event die Geldränge und belegte von 6598 Spielern den mit knapp 40.000 US-Dollar dotierten 304. Platz. Ende April 2013 gewann Benger bei der EPT in Berlin das High Roller mit einer Siegprämie von 429.000 Euro. Bei der WSOP 2014 kam er erneut beim Main Event ins Geld und hielt sich bis zum vierten Turniertag im Event. Für seinen 90. Platz erhielt er über 70.000 US-Dollar. Im Oktober 2014 spielte der Kanadier bei der ersten Staffel der Show PokerStars Shark Cage und saß dort gemeinsam mit Jonathan Duhamel, Fatima Moreira de Melo, Igor Kurganow, Jeremy Roenick und Zuzana Borošová an einem Tisch. Benger gewann die Staffel und erhielt eine Million US-Dollar. Beim Main Event der World Series of Poker 2016 erreichte er mit dem siebtgrößten Chipstack den Finaltisch. Bereits am siebten Turniertag sorgte eine Hand für Aufsehen, bei der der Kanadier den polarisierenden Briten William Kassouf mit Assen gegen Könige aus dem Turnier nahm. Am Finaltisch belegte Benger den siebten Platz und erhielt sein bislang höchstes Preisgeld von rund 1,25 Millionen US-Dollar. Anfang April 2017 gewann er das Main Event der Irish Poker Open in Dublin mit einer Siegprämie von 200.000 Euro. Im Januar 2019 erreichte der Kanadier bei der PokerStars Players Championship auf den Bahamas den vierten Turniertag und schied dort auf dem mit rund 230.000 US-Dollar dotierten 14. Platz aus. Seitdem blieben größere Turniererfolge aus.
Insgesamt hat sich Benger mit Poker bei Live-Turnieren knapp 4,5 Millionen US-Dollar erspielt. Von April bis Dezember 2016 fungierte er zudem als Kommentator an der Seite von Sam Grafton in der Global Poker League.